# جنگل رامبولا
جنگل رامبولا (به لاتین: Rumbula) یک منطقهٔ مسکونی و جنگل در لتونی است که در ریگا واقع شده‌است. جنگل رامبولا ۶٫۹۷۸ کیلومتر مربع مساحت و ۳۶۸ نفر جمعیت دارد.